# 129312 Drouetdaubigny
129312 Drouetdaubigny è un asteroide della fascia principale. Scoperto nel 2005, presenta un'orbita caratterizzata da un semiasse maggiore pari a 3,2022989 UA e da un'eccentricità di 0,1939003, inclinata di 17,94443° rispetto all'eclittica.